# Девиация частоты
Девиа́ция частоты́ (от лат. deviatio — отклонение) — наибольшее отклонение мгновенной частоты модулированного радиосигнала при частотной модуляции от значения его несущей частоты. Эта величина равна половине полосы качания, то есть разности максимальной и минимальной мгновенных частот. При больших индексах модуляции полоса качания и ширина спектра ЧМ-сигнала приблизительно равны. Единицей девиации частоты является герц (Hz, Гц), а также кратные ему единицы.

## Другие величины, характеризующие ЧМ
- Индекс частотной модуляции — отношение девиации частоты к частоте модулирующего сигнала.

## Метрологические аспекты

### Измерения
- Для измерения девиации частоты используются девиометры, существует также косвенный метод измерения — с помощью функций Бесселя, обеспечивающий высокую точность.
- Эталонными мерами девиации частоты являются специальные поверочные установки — калибраторы измерителей девиации частоты (установка РЭЕДЧ-1).

### Эталоны
- Государственный специальный эталон единицы девиации частоты ГЭТ 166—2004 — находится во ВНИИФТРИ.